# Agustín de Anda
Agustín de Anda (Ciudad de México, 1933-Ciudad de México, 29 de mayo de 1960) fue un actor y cantante mexicano.

## Biografía y carrera
El mayor de cinco de hijos del actor del cine mexicano Raúl de Anda El Charro Negro, sus hermanos menores fueron Raúl, Rodolfo, Antonio y Gilberto de Anda. Inició su carrera con pequeños papeles en películas de su padre, su debut estelar fue en 1956 en la película "Bataclán mexicano" al lado de la ex-Miss Universo Christiane Martel. En 1958, trabaja en la película "Los Desarraigados" cinta basada en la obra teatral del mismo nombre del autor José Humberto Robles. Asimismo, en 1959 realiza "Remolino" en donde actúa con Luis Aguilar y José Elias Moreno. A principio de 1960, protagoniza al lado de Pedro Armendáriz y Sonia Furió "La cárcel de Cananea", cinta por la que le valió el premio a la mejor interpretación masculina otorgado por el IX Festival Internacional de Cine San Sebastián, España en 1961.

## Asesinato
La noche del 29 de mayo de 1960, el actor acompañaba a su novia Ana Bertha Lepe al cabaret "La Fuente", ubicado en Insurgentes Sur, Ciudad de México, donde la actriz presentaba su show. Ana Bertha se dirigió a su camerino y Agustín a una mesa en donde ya se hallaba Guillermo Lepe, padre de ella. Ambos comenzaron a conversar pero poco después se enfrascaron en una fuerte discusión, salieron y en las escaleras de «La Fuente» Lepe sacó una pistola y disparó contra De Anda, causándole la muerte. Su cuerpo fue enterrado en el cementerio privado Panteón Francés de San Joaquín, ubicado en la misma ciudad.

## Filmografía
- Remolino  (1961)
- La cárcel de Cananea  (1960)
- Los desarraigados  (1960)
- Estampida  (1959)
- Quietos todos  (1959)
- La máscara de carne  (1958)
- Las manzanas de Dorotea  (1957)
- Bataclán mexicano  (1956)
- Enemigos (Los valientes de Jalisco)  (1956)
- La venganza del Diablo  (1955)
- El diablo a caballo  (1955)
- Frontera norte  (1953)